# 토끼자리 감마

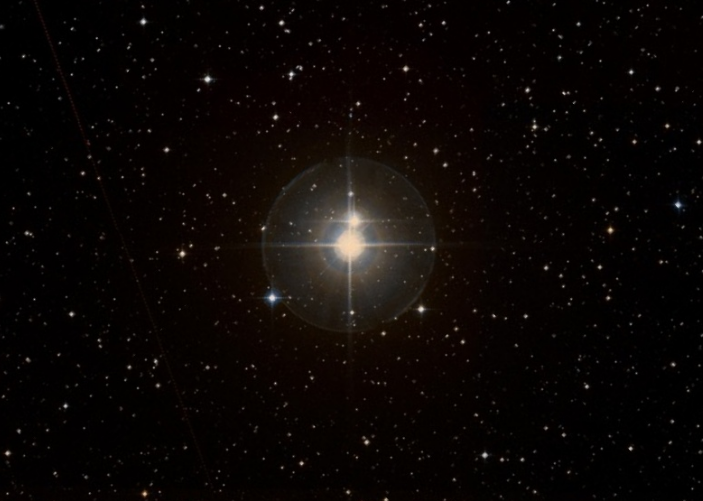

토끼자리 감마(Gamma Leporis, γ Lep, γ Leporis)는 지구에서 약 29광년 떨어진, 2개 혹은 3개의 별(토끼자리 감마 A, B, C)로 구성되어 있는 다중성계이다.
토끼자리 감마는 토끼자리의 남쪽 가운데에 위치하고 있으며, 토끼자리 베타의 동남쪽, 토끼자리 델타의 남서쪽에 있다. 토끼자리 감마는 시리우스군의 일원이다. 이 별은 분광학적 특징 및 지구에서의 거리 때문에 지구형 행성 탐사기 계획의 탐사 후보지였다.
토끼자리 감마별은 쌍안경으로 볼 수 있는 노란색과 오렌지색이 멋지게 어울리는 이중성이다.

## 읽어 보기
- 가까운 밝은 별